# 毒品禁制政策
毒品禁制政策是世界各國為了防制毒品之危害，而以法律規定之一切制裁與管制措施，或是預防、治療措施，毒品是指基於“非医疗及科學研究目的”而使用、而足以产生“依赖性”（即成瘾性）的精神药品或麻醉药品，目前大部分國家對於涉及毒品之犯罪皆採取嚴刑峻罰等嚴格禁制措施。

## 論點

### 處罰吸毒者的論點
- 毒品在嚴重侵害吸毒者個人身體健康的同時會貽害更大的社會層面。毒癮發作時，吸毒者往往喪失理性判斷，為求立即滿足毒癮而容易不擇手段，包括以偷竊、盜用公款、搶奪、強盜、綁架等暴力犯罪以獲取錢財購毒或者轉變角色以販毒所得來支撐吸毒，從而引發次生的社會治安、犯罪率上漲甚至國家政權穩定（如墨西哥等國內部的緊張局勢）問題。
- 實踐證明吸毒者沾染毒品後憑藉個人意志力並不能有效控制自身意志，他們往往會失去理智或舉止異常，會使精神類疾病、幻覺、違反社會常規的思考與行動等行為出現與發作。若不採取管制措施會對周圍的人群、公共設施構成威脅。
- 採取吸煙等方式吸食毒品會使之擴散於空氣中，造成周遭人群“間接吸毒”，殃及無辜。
- 在性行為中使用毒品助興容易造成身體損害及反常精神狀態，增加性病、強暴等犯罪及愛滋病傳播的發生概率。
- 吸毒者受毒品侵蝕後易因不堪折磨而形成消極生活態度，知情的社會交往人群如家人、同事等多採取疏遠迴避的態度，觸發負面心理效應的惡性循環。悲觀厭世、自殘、家庭暴力、對外施暴甚至自殺的可能性大幅上升，威脅社會安全。殞命於此則會造成社會生產力及家庭收入來源的不可彌補之滅失。
- 毒癮的戒除極為困難，近乎不可逆，一些毒品（如冰毒）戒断后的复吸率甚至可達100%，使社會健康人群比例受挫。这使得戒毒相關的收容、醫療費用及人力物力投入龐大且耗時极長，各级政府需為此長期承受相關負擔，造成社會資源的無端消耗，擠壓其他方面重要支出、投資空間。
- 有懷疑替代禁制政策的措施的有效性，葡萄牙毒品除罪化後，雖然總吸毒人口長遠大幅下降，但短期內上升，以及青少年吸毒年齡層比例都有所增加。

### 處罰提供毒品者的論點
- 以各種方式對各類人群（尤其是青少年、在校學生）提供毒品是觸發重大社會安全、健康隱患的行為，嚴重違背各種文化下的倫理道德，激活所有吸毒惡果變現的可能性。
- 形成集團、割據甚至跨國有組織的涉毒團體會因利益紛爭而相互火併、廝殺，危及社會甚至國家政權安全，例如緬甸、墨西哥、東南亞“金三角”地區的緊張局勢和脆弱治安，以及2011年10月的湄公河枪击案及2015年台北西门町枪击案等。[1]，
- 由提供毒品而產生的其他次生犯罪行為眾多，包括：以FM2等迷幻藥將人迷昏藉此性侵害、運用毒品對他人進行行為控制（例如人口販運的客體）、操控性工作者、以販毒養吸毒、鸦片罂粟等毒品原材料的种植与传播等。
- 社會需承受治安敗壞及生產力降低的巨大成本，生理、心理健康人群比例严重下降。青少年、壮年人口的涉毒会造成潜在及实际的人力资源折损，耽搁社会有效建设、发展进程。

### 吸毒者除罪、合法化或改以替代處遇的論點
- 侵害公共利益或他人利益不是他們吸毒的目的，他們並無意要造成家庭或社會的負擔，這不構成可以刑事處罰的理由。[2][3]
- 「你對上癮的所有認知都是錯的」影片指出，造成毒品上癮的成因並非毒品的成分，而是人人都需要連結，當連結斷裂時，需要找尋具有吸引力的事物所造成，1970年代有科學家做老鼠樂園實驗證實此點。[3]
- 若毒品使用者財力充裕或毒品本身價格低廉，能夠能買到需要的毒品，則「為了滿足毒癮而容易不擇手段」的論點可能不會成立了，部分吸毒合法化的主張，更表明：若吸毒者無法低價買到需要的毒品，就是其被禁制所造成。[4]
- 毒品使用者可能是用自己合法取得的錢購買，不一定要透過非法、犯罪的行為才能夠取得毒品，
- 依照刑法的一般原理，對於大部分罪名應俟其著手時，或對於少數罪名應判定其為犯罪之預備階段才處罰。假定吸毒者欲採取犯罪手段以獲取金錢購買毒品，多數與取財相關的犯罪行為，例如竊盜、搶奪、強盜等罪並不處罰預備犯，而是俟犯罪行為成立後方能進行處罰；且僅是吸食毒品並未達到犯罪預備階段之構成要件，因而無法推定吸毒者與犯罪行為之相關性。
- 不應以成癮做為處罰毒品使用者的理由，成癮屬於失去人際連結所造成的心理特質，也適用於網路、賭博、電子遊戲、智慧型手機、Facebook等社群網站、零食、酒精以等各類消遣活動。[5][6]
- 即使毒品使用者真的對自我身心健康造成損害，但大部分國家既然不罰自殺行為，則等同於慢性自殺或身體傷害的娛樂性藥物使用行為亦不應罰。[7]
- 在個人優先於國家的民主法治國家裡，人民沒有義務貢獻社會生產力，在許多國家，人力資源過剩造成惡性競爭才是社會問題；所以社會生產力的損失不應成為犯罪處罰的理由。
- 所謂的「治安敗壞」，若是指毒品使用者有後續的實害犯罪（非法侵犯他人法益），則應如上述原則處理，跟一般非娛樂性藥物使用者的實害犯罪處理一致。若「治安敗壞」是指娛樂性藥物使用者言行放浪，令人反感、害怕、或觀感不佳等未等視，亦不應成為犯罪處罰的理由，因為一個尊重多元文化的社會也必須尊重各式各樣與眾不同、令人看不習慣的異類；看不習慣的人可以選擇少跟他們接觸，但不能以法律處罰他們，否則就是主流文化霸凌少數，而違背基本人權。

## 毒品處罰－最重可處死刑的國家和地區

### 台湾
中華民國制定《毒品危害防制條例》，依其成癮性、濫用性及對社會危害性畫分為4級，數字愈靠前代表危害程度愈高，其品項如下：
- 第1級：海洛因、嗎啡、鴉片、古柯鹼及其相類製品。
- 第2級：罌粟、古柯、大麻、安非他命、配西汀、潘他唑新及其相類製品。
- 第3級：西可巴比妥、異戊巴比妥、納洛芬及其相類製品。
- 第4級：二丙烯基巴比妥、阿普唑他及其相類製品。

其中製造、販賣、運輸海洛因、嗎啡、鴉片、古柯鹼及其相類製品等第1級毒品，最重可處死刑。
其他有刑事責任的行為包括：意圖販賣而持有；強迫或欺瞞使人施用；引誘他人施用；轉讓；施用第1級、第2級；持有；栽種罌粟、古柯、大麻；販運罌粟、古柯、大麻種子；持有或轉讓罌粟、古柯、大麻種子。
刑法中雖有類似條文，但內容較簡略，基於特別法優先於普通法的法理，已經遭到架空而不再適用。
由於國內K他命濫用問題嚴重，2012年底有升級改列2級毒品（吸食者有刑事責任）的聲音出現。

### 中国大陆
《中华人民共和国禁毒法》為中國大陸毒品防制的規範。毒品犯罪的刑罰規定於《刑法》第347条至第357条中，對於鸦片、海洛因等危害較為嚴重的烈性毒品，最重可處无期徒刑、死缓及死刑。司法实践中对于涉毒犯罪常从重量刑，在刑法的所有死刑罪名中涉毒案件的致死率较高。不同的毒品，处以死刑的标准亦不相同，鸦片为1000克以上、海洛因或冰毒50克以上、苯丙胺类毒品（冰毒除外）100克以上、大麻油5千克、大麻脂10千克、大麻叶及大麻烟150千克以上、可卡因50克以上、吗啡100克以上、杜冷丁250克以上、盐酸二氢埃托啡10毫克以上、咖啡因200千克以上、罂粟壳200千克以上。
中国大陸各地一般会在每年禁止药物滥用和非法贩运国际日（6月26日）前后集中对新近的涉毒案件进行定罪与宣判，并处决其中被判死刑的罪犯。部分毒品问题较为严重的地区（如广东省汕尾市海陸豐地区）会举行公开的宣判大会，涉毒死囚在会上会收到终审定谳判决以及来自最高人民法院的死刑执行令，然后直接被押赴刑场正法。
司法机关对于涉外毒品案件的罪犯亦一视同仁。迄今已有多名包括加拿大、英国、日本、缅甸的外籍涉毒罪犯被执行死刑。对于罪犯原籍国政府提出的交涉，中華人民共和國政府向来立场强硬，坚定执行判决。

### 新加坡
根據現行新加坡法律第185章，未經許可而進、出口多於15克的海洛英，或製造任何數量之海洛英者，若經定罪均判處死刑（絞刑）；如未獲判死刑，被判有期徒刑或無期徒刑者，還會強制性判處鞭刑。

### 馬來西亞
根據《1952年危险毒品法令》第39B，任何人販運毒品如海洛因、嗎啡、鴉片等，一旦被定罪一律判處死刑（絞刑）；如未被判死刑，被判有期徒刑或無期徒刑者，還會額外被判處鞭刑。
2020年2月18日，首相马哈迪·莫哈末为全国反毒月主持推介后向记者指出，贩毒罪的强制死刑可能修改为终身监禁。他说，政府将研究与毒品相关的法律，因为一些方面认为，现有的刑罚过于严苛。然而自该年政治危机发生后，政府的这项修改法律计划不了了之。

### 泰國
泰國對於涉及毒品的一切犯罪，皆採取超嚴厲刑罰，只要㩦帶超過100克或以上的毒品，被定罪後便可被判處20年以上的有期徒刑、無期徒刑，甚至死刑。2009年處死的兩名罪犯便是藏有及㩦帶超過100克的毒品。

### 其他國家
- 阿富汗
- 孟加拉
- 汶萊
- 埃及
- 印尼
- 伊朗
- 伊拉克
- 科威特
- 寮國
- 阿曼
- 巴基斯坦
- 沙烏地阿拉伯
- 越南
- 阿聯酋
- 津巴布韋
- 菲律賓

## 毒品處罰－最重可處終身監禁的國家或地區

### 香港特别行政区
香港法例第134章《危險藥物條例》規定製造、販運危險藥物的原物物質及產製品者，最高可處罰款港幣500萬元及終身監禁。

### 日本
日本法令對於走私進口、販賣、持有、吸食毒品者，最低處以1年以上有期徒刑，最高處以無期徒刑，並科以最高1千萬日元罰金。

### 荷蘭
荷蘭法規允許少量持有吸食軟性毒品，但絕對禁止販賣。

### 美国
1970年美國國會通過了《藥物濫用與管制綜合法案》。1971年，美國總統尼克森啟動了舉世聞名的「向毒品宣戰」政策（英語：War on Drugs），採取「2年-10年最低強制量刑」，持有毒品者至少是2年有期徒刑，隨著量增加而提高最低強制量刑，超過一定的量就會提升到至少10年有期徒刑；從此開始了美國持續40幾年至今的嚴刑峻罰對抗毒販和吸毒者的大時代。
自1980年以來，美國人口成長了1/3，但監獄人口卻成長了8倍。至2013年，美國聯邦監獄約有219,000受刑人，州層級監獄有約200萬受刑人，其中一半是毒品犯。所有監獄平均超收40%容量，人滿為患，生活品質低劣。這些都造成聯邦與州層級難以負荷的天價監獄財政支出，事實證明也沒有解決犯罪率上升的問題。有些州為了減輕財政負擔，從2007年開始嘗試以矯治、戒癮等方式取代監禁，數年下來收到公認的良好效果：犯罪率維持在低點，監獄支出卻因監禁人數大減而大減。各州群起效法，以致大概從2010年開始，美國州層級的監禁人數已經逆轉40餘年來的爆炸上升曲線，開始連續三年下降。
不過另一方面，毒品戰爭也確實起到了降低吸毒人口的效果，在美國，毒品戰爭使得使用非法藥物的總人數下降了至少40%，根據一項受到美國衛生及公共服務部贊助的研究，在1979年，美國總共有兩千五百萬人使用非法藥物；而在1999年，則有一千四百八十萬人使用非法藥物；換句話說，以刑事司法手段打擊藥物濫用可能是有效的。
2013年8月12日，美國聯邦司法部長宣佈了政策轉彎：若毒犯沒有使用暴力和武器，不是犯罪組織的幹部，跟大型幫派沒有緊密連結，沒有嚴重的前科（以上條件都要具備），則檢察官在起訴和審判時，可以對於毒品的數量含糊其詞，讓法院因此無法使用強制量刑準則的較高級別，達到減輕判刑的效果，以減少入監人數和長度。並加強以戒癮和矯治取代監禁，期望最終能收到銳減監獄支出，同時降低毒品犯罪率的效果。
2020年11月，俄勒冈州和华盛顿州宣布，少量持有可卡因、海洛因、致幻蘑菇等毒品将被合法化，即持有少于1克的海洛因或摇头丸；少于2克的可卡因；少于12克的裸盖菇素；少于40剂的致幻剂（LSD）、羟考酮或美沙酮將罰款100美元。同时亚利桑那州、蒙大拿州、南达科他州、新泽西州和密西西比州宣布大麻合法化。截止當月，美国仅剩15个州仍坚持持有大麻为违法行为。

### 墨西哥
因毒品幫派間與官府毒梟間長期武力衝突，自2006年起發動墨西哥毒品戰爭，已造成至少十萬人死亡。（墨西哥無死刑）

## 替代措施
部分國家認為施用（吸食）毒品成癮是醫療問題，而不採用刑事措施，而是進入醫療院所戒治，讓販毒無利可圖，就可以有效解決毒品與監獄擁擠問題，還比。另外，部分主張毒品除罪化之主張，是部分毒品的危害，實為政府的禁制政策所致，故有以提供安全、乾淨、衛生的方式，或是用有條件開放，而以社會其他力量解決之。溫哥華採用"指定地點，安全針具" (Insite)的方式，讓毒品成癮者有安全衛生的地方可以吸毒，減少因共用針具所造成的感染。
葡萄牙為世界上第一個推行毒品除罪化的國家，吸毒總人口不升返降，且問題用藥者數目持續下跌，惟青少年吸毒人口在各年齡層中的比例上升，但數量仍為下跌。